# زنان در نیجر
زنان در نیجر (به انگلیسی: Women in Niger) به جمعیتی تعلق دارند که ۹۸ درصد آن پیروان اسلام هستند. قوانینی که توسط دولت نیجر برای حمایت از حقوق زنان نیجریه ای تصویب می‌شود، اغلب بر اساس اعتقادات مسلمانان است. زنان نیجری در گروه‌های قومی مختلفی قرار می‌گیرند. در میان بزرگ‌ترین گروه‌های قومی می‌توان به زنان هاوسا، زنان فولانی، زنان زارما – سونگهای و زنان توارگ اشاره کرد. زنان هوسا نیجر را می‌توان با لباس‌هایشان شناسایی کرد که در آن لفاف‌هایی به نام عبای ساخته شده از پارچه‌های رنگارنگ با بلوز، کراوات سر و شال همسان می‌پوشند.
یک تعطیلات عمومی در نیجر که به عنوان روز ملی زنان نیجریه با عنوان Journée nationale de la femme nigérienne نیز شناخته می‌شود و هر ساله در ۱۳ مه برگزار می‌شود. این روز به یاد راهپیمایی سال ۱۹۹۲ توسط زنان در نیامی در طول دوره کنفرانس ملی است که خواستار مشارکت بیشتر زنان در نهادهای ملی بودند. این روز در ۲۵ نوامبر ۱۹۹۲ به یادبود ملی تبدیل شد.

## پیشینه فرهنگی

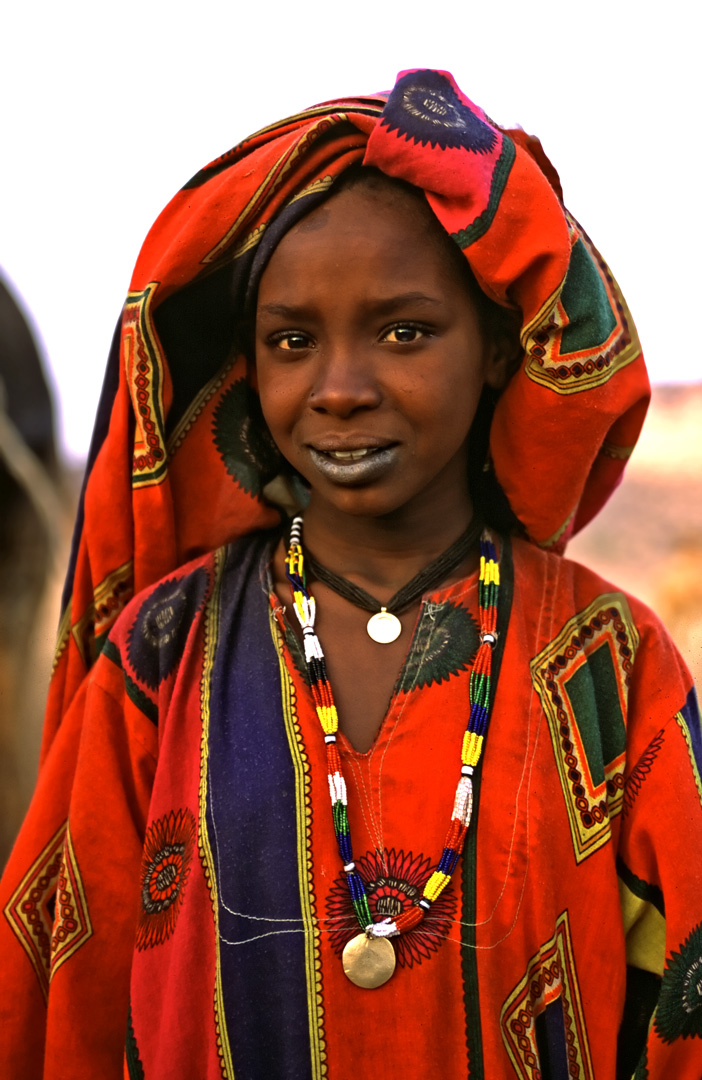
دختری نیجری با لباس محلی

نیجر کشوری در غرب آفریقا است. این کشور در سال ۱۹۶۰ از استعماری فرانسه مستقل شد و تا سال ۱۹۹۱ توسط حکومتی تک حزبی و نظامی اداره می‌شد. بیشتر مناطق این کشور دارای آب و هوای گرم، خشک و بیابانی است. این کشور تقریباً ۲۰ میلیون نفر جمعیت دارد. اکثراً یک جامعه روستایی است و تقریباً همه مردم اسلام دارند.

## ازدواج و خانواده
مادر شدن در نیجر عوارض زیادی دارد. به دلیل عوامل اقتصادی، ناکافی بودن مراقبت‌های بهداشتی و شیوه‌های سنتی، زنان تا زمانی که اولین فرزند خود را به دنیا می‌آورند، در شرایط بدی قرار دارند.

### کودک همسری
ازدواج کودکان در نیجر، در میان کشورهایی که بالاترین نرخ ازدواج کودکان در جهان را دارند، رایج است. حدود ۷۵ درصد از دختران نیجری تا ۱۸ سالگی ازدواج می‌کنند و ۲۸ درصد آنان قبل از ۱۵ سالگی ازدواج می‌کنند. ازدواج کودکان در تمام نیجر به ویژه در جنوب نیجر رایج است. در نیجر، زمانی که یک دختر، ۱۵ سال یا بیشتر و پسر، ۱۸ سال یا بیشتر داشته باشد، ازدواج از نظر قانونی الزام‌آور است. با این حال، این قانون همیشه رعایت نمی‌شود. بسیاری از ازدواج‌ها بدون حضور مقامات مدنی نیجر و اسناد مناسب ثبت نشده‌است.
خانواده‌هایی که از نظر مالی مشکل دارند، اغلب اولین کسانی هستند که دختر (های) خود را به بهای عروسی که همراه با ازدواج در نیجر است، عروس می‌کنند. خانواده‌هایی که با ازدواج دختران خود موافقت می‌کنند، نوعی پرداخت از داماد یا خانواده داماد دریافت می‌کنند و مسئولیت مالی دخترشان نیز از آنها برداشته می‌شود. بسیاری از خانواده‌ها گزارش می‌دهند که اگر یک مرد ثروتمند مبلغ زیادی را برای ازدواج دخترشان پیشنهاد دهد، بدون توجه به سن دخترشان، به دلیل مشکلات مالی، چاره ای جز اجازه ازدواج ندارند. به دختران آموزش داده می‌شود که ازدواج برای عشق یا دوست داشتن همسرشان نیست، بلکه برای به دست آوردن ثبات مالی است. با این حال، ازدواج‌های زودهنگام باعث افزایش بارداری در نوجوانان، افزایش جمعیت نیجر و در نتیجه افزایش نرخ فقر می‌شود.

## حقوق زنان
نرخ کلی باسوادی نیجر با میانگین ملی ۱۹٫۱ درصد و سواد زنان ۱۱ درصد یکی از پایین‌ترین نرخ‌ها در جهان است. آموزش، اگرچه در دسترس است، اما برای زنان جوان رایج نیست. کمتر از یک چهارم زنان، در تمام سنین، در سیستم آموزشی ثبت نام کردند.
خشونت مبتنی بر جنسیت نیز در نیجر همه جا وجود دارد. در مورد تعقیب کیفری متجاوزین، کمک قضایی بسیار اندک است. گزارش شده‌است که برخی از زنان در نیجر قربانی خشونت خانگی را طبیعی می‌دانند. شیوه‌های سنتی غالباً غالب می‌شوند، زیرا جامعه زنان را پست‌تر می‌داند و بنابراین مرسوم است که افراد مورد آزار را بدون اجرای عدالت رها می‌کنند.
خشونت علیه زنان نیجری توسط نسل‌های این فرهنگ مشروعیت یافته‌است و هیچ مقررات قانونی برای تغییر مسیر آن وجود ندارد. تمهیداتی برای کاهش شیوع خشونت در نظر گرفته شده‌است، اما آنها نتوانسته‌اند تغییر محسوسی ایجاد کنند.